# Вяжищи (Ленинградская область)
Вяжищи — деревня в Ям-Тёсовском сельском поселении Лужского района Ленинградской области.

## Название
Происходит от слова «вежа» — примитивная форма древнего жилища на промыслах, вблизи рек и озёр.

## История
Известна с 1500 года, как деревня Вежищи.
Согласно X-ой ревизии 1857 года деревня состояла из пяти частей:

1-я и 2-я часть: число жителей — 29 м. п., 32 ж. п. (из них дворовых людей — 9 м. п., 7 ж. п.)

3-я часть: число жителей — 13 м. п., 14 ж. п.

4-я часть: число жителей — 10 м. п., 22 ж. п. (из них дворовых людей — 2 м. п., 7 ж. п.)

5-я часть: число жителей — 34 м. п., 31 ж. п. (из них дворовых людей — 4 м. п., 7 ж. п.)
В 1864—1865 годах временнообязанные крестьяне деревни Новые Вяжищи выкупили свои земельные наделы у В. М. Унковской и стали собственниками земли.
В 1866 году временнообязанные крестьяне деревни Малые Вяжищи выкупили свои земельные наделы у К. Г. Дрейера.
В 1868 году временнообязанные крестьяне деревни Малые Вяжищи выкупили свои земельные наделы у В. С. Агапитова.

ВЯЖИЩИ — деревня при реке Тесове. Вяжищского сельского общества, прихода села Климентовского.

Крестьянских дворов — 27. Строений — 156, в том числе жилых — 26. Школа.

Число жителей по семейным спискам 1879 г.: 68 м. п., 72 ж. п.; по приходским сведениям 1879 г.: 64 м. п., 69 ж. п.

Согласно подворной описи Бельско-Сяберской волости 1882 года, деревня состояла из пяти частей:

1) Малые Вяжищи, Боровское общество, бывшее имение Дрейера, домов — 6, душевых наделов — 11, семей — 4, число жителей — 10 м. п., 7 ж. п.; разряд крестьян — собственники.

2) Малые Вяжищи, Боровское общество, бывшее имение Агапитовой, домов — 5, душевых наделов — 12, семей — 4, число жителей — 12 м. п., 14 ж. п.; разряд крестьян — собственники.

3) Малые Вяжищи, Запольское общество, домов — 8, душевых наделов — 11, семей — 5, число жителей — 17 м. п., 7 ж. п.; разряд крестьян — бывшие государственные.

4) Большие Вяжищи, Нежадовское общество, домов — 5, душевых наделов — 8, семей — 3, число жителей — 4 м. п., 7 ж. п.; разряд крестьян — временнообязанные.

5) Новые Вяжищи, Нежадовское общество, бывшее сельцо Екатериненское, домов — 11, душевых наделов — 28, семей — 15, число жителей — 36 м. п., 40 ж. п.; разряд крестьян — собственники.
Сборник Центрального статистического комитета описывал её так:

ВЯЖИЩИ — деревня бывшая удельная при реке Тесове, дворов — 26, жителей — 147; волостное правление, школа, в 1, в 3 и в 15 верстах церкви православные, 2 ярмарки: в первую пятницу Петровского поста и 6 августа, 2 лавки (1885 год)

В 1885—1886 годах временнообязанные крестьяне деревни Большие Вяжищи выкупили свои земельные наделы у И. И. Косякова.
Согласно материалам по статистике народного хозяйства Лужского уезда 1891 года, имение при селении Малые Вяжищи площадью 427 десятин принадлежало жене потомственного почётного гражданина М. К. де Шарио, имение было приобретено в 1884 году за 4300 рублей.
В конце XIX — начале XX века деревня административно относилась к Тёсовской волости 3-го стана 3-го земского участка Новгородского уезда Новгородской губернии.

ВЯЖИЩИ — деревня Вяжищского сельского общества, дворов — 32, жилых домов — 32, число жителей: 70 м. п., 71 ж. п. 

Занятия жителей — земледелие, выпас телят. Больница, квартира земского надзирателя, волостное правление, земская почтовая станция, мануфактурная лавка, чайная. (1907 год)

В начале XX века близ деревни находился каменный крест.

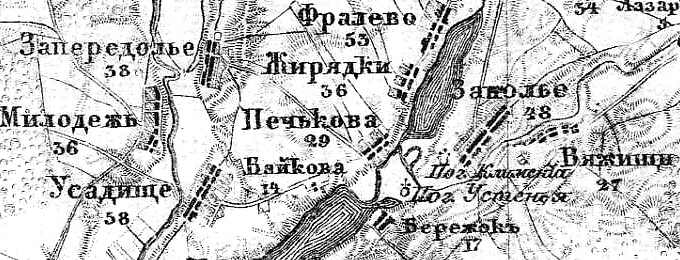
Деревня Вяжищи на карте 1915 года

Согласно карте из «Исторического атласа Санкт-Петербургской Губернии» 1915 года деревня Вяжищи насчитывала 27 крестьянских дворов.
С 1917 по 1927 год деревня Вяжищи входила в состав Тёсовской волости Новгородского уезда Новгородской губернии.
С 1927 года, в составе Печковского сельсовета Оредежского района.
В 1928 году население деревни Вяжищи составляло 262 человека.
По данным 1933 года деревня Вяжищи входила в состав Печковского сельсовета Оредежского района.
Деревня была освобождена от немецко-фашистских оккупантов 5 февраля 1944 года.
С 1959 года, в составе Лужского района.
В 1965 году население деревни Вяжищи составляло 63 человека.
По данным 1966 года деревня Вяжищи входила в состав Печковского сельсовета Лужского района.
По данным 1973 года деревня Вяжищи входила в состав Серебрянского сельсовета.
По данным 1990 года деревня Вяжищи входила в состав Ям-Тёсовского сельсовета.
По данным 1997 года в деревне Вяжищи Ям-Тёсовской волости проживали 15 человек, в 2002 году — 14 человек (все русские).
В 2007 году в деревне Вяжищи Ям-Тёсовского СП проживали 6 человек, в 2010 году — 25, в 2013 году — 21.

## География
Деревня расположена в восточной части района на автодороге 41К-662 (Оредеж — Тёсово-4 — Чолово).
Расстояние до административного центра поселения — 17 км.
Расстояние до ближайшей железнодорожной станции Чолово — 18 км.
Деревня расположена на левом берегу реки Тёсова.

## Демография
| 1879 | 1885 | 1909 | 1928 | 1965 | 1997 | 2007 |
| ---- | ---- | ---- | ---- | ---- | ---- | ---- |
| 140  | ↗147 | ↘141 | ↗262 | ↘63  | ↘15  | ↗17  |
| 2010 | 2013 | 2017 |      |      |      |      |
| ↗25  | ↘21  | ↘14  |      |      |      |      |

## Достопримечательности
Каменная часовня во имя святого великомученика Георгия Победоносца, постройки конца XIX века.

## Улицы
Центральная.